# Secret Story - Casa dos Segredos (8.ª edição)
Secret Story - Casa dos Segredos 8 é a oitava edição do reality show português Secret Story - Casa dos Segredos. A oitava edição estreou a 15 de setembro de 2024 na TVI, sendo baseada no original francês Secret Story.  
Depois de seis anos de pausa, as inscrições para a 8.ª edição do Secret Story - Casa dos Segredos abriram no dia 10 de junho de 2024, após várias especulações por parte da imprensa do regresso do reality show e umas semanas depois da confirmação do diretor-geral da TVI, José Eduardo Moniz.
No início de julho de 2024, através dos anúncios promocionais do programa, confirma-se que a apresentação desta edição coube a Cristina Ferreira
O prémio final do vencedor desta edição é de 100 000 euros.
O vencedor desta edição do reality show foi o concorrente Diogo Alexandre.

## Casa
Ao contrário das edições anteriores, a nova edição do Secret Story - Casa dos Segredos não será realizada na casa antiga, localizada na aldeia da Asseiceira Grande, na Venda do Pinheiro. Esta casa foi demolida após o fim do programa Cristina ComVida, em 2022. 
Nesta edição será utilizada a casa da Malveira, que tem sido a escolha para a maior parte dos reality-shows da TVI, desde setembro de 2021. Este espaço está localizado num armazém industrial com 6436 metros quadrados de área total e 4650 metros quadrados de área coberta, a poucos quilómetros da casa da diretora de Entretenimento e Ficção do canal, Cristina Ferreira. 

## Transmissão
| Bloco       | Dia              | Horário             | Duração  | Apresentador(a)                                                          |
| ----------- | ---------------- | ------------------- | -------- | ------------------------------------------------------------------------ |
| Gala        | Domingo          | 21h30               | 180 min. | Cristina Ferreira                                                        |
| Última Hora | Segunda a sábado | 17h45               | 60 min.  | Alice Alves Iva Domingues (sábado) Maria Botelho Moniz (substituta)      |
| Diário      | Segunda a sábado | 19h15               | 45 min.  | Maria Botelho Moniz Iva Domingues (sábado) Alice Alves (substituta)      |
| Especial    | Segunda a sexta  | 21h15               | 30 min.  | Cristina Ferreira Maria Botelho Moniz (sexta-feira)                      |
| Extra       | Segunda a sábado | 00h/ 23h15 (sábado) | 90 min.  | Marta Cardoso Alice Alves (substituta) Iva Domingues (substituta sábado) |
| A Semana    | Sábado           | 00h                 | 90 min.  | Sem apresentador(a)                                                      |

## Segredos
| Segredo                                                  | Concorrente         | Revelação ao Público   | Quem descobriu               |
| -------------------------------------------------------- | ------------------- | ---------------------- | ---------------------------- |
| "A minha família ganhou o Euromilhões"                   | Diogo Afonso        | 06 de outubro de 2024  | Não descoberto               |
| "Conheci a mulher do meu namorado no dia do seu funeral" | Leo                 | 06 de outubro de 2024  | Marcelo (12/12/2024)         |
| "Sobrevivi a um incêndio em minha casa"                  | Daniela             | 13 de outubro de 2024  | Não descoberto               |
| "Já me envolvi com um/uma concorrente da casa"           | Rita / Rúben        | 15 de Setembro de 2024 | Afonso (24/09/2024)          |
| "Maquilho mortos"                                        | Marcelo             | 22 de Setembro de 2024 | Heitor (28/11/2024)          |
| "Nasci com uma malformação congénita"                    | Maria               | 29 de Setembro de 2024 | Não descoberto               |
| "Sofro de "michaelofobia"                                | Heitor              | 27 de outubro de 2024  | Leo (05/12/2024)             |
| "Sou cúmplice da voz"                                    | Patrícia            | 15 de setembro de 2024 | Não descoberto               |
| "Sou mórmon e fiz um voto de castidade"                  | Diogo Alexandre     | 20 de outubro de 2024  | Margarida (19/12/2024)       |
| "Fui obrigado/a a sair do meu país"                      | Juliana             | 13 de outubro de 2024  | Não descoberto               |
| "Fiz ballet clássico no conservatório"                   | Afonso              | 3 de novembro de 2024  | Não descoberto               |
| "Sofro de uma doença incapacitante"                      | Ana                 | 6 de outubro de 2024   | Não descoberto               |
| "Somos um casal falso"                                   | Maycon e Renata     | 15 de setembro de 2024 | Rita (17/09/2024)            |
| "Nasci com 800 gramas"                                   | Liliana             | 22 de Setembro de 2024 | Não descoberto               |
| "Sofri queimaduras graves"                               | Rafael              | 27 de outubro de 2024  | Não descoberto               |
| "Participei numa novela da TVI"                          | João Ricardo        | 6 de novembro de 2024  | Diogo Alexandre (06/11/2024) |
| "Somos um casal"                                         | Gonçalo e Margarida | 15 de setembro de 2024 | Rita (22/10/2024)            |
| "Vivi em 14 casas diferentes durante a adolescência      | Jéssica             | 3 de novembro de 2024  | Não descoberto               |
| "Sou CEO de uma empresa de sucesso"                      | Flávia              | 20 de outubro de 2024  | Não Descoberto               |